# Furacão Inga
O furacão Inga é o terceiro furacão atlântico de maior duração já registado. O 11º ciclone tropical e a 9ª tempestade nomeada da temporada de furacões no oceano Atlântico de 1969, Inga se desenvolveu em 20 de setembro no Atlântico central e seguiu para oeste. Depois de atingir o status de tempestade tropical, o sistema se deteriorou para uma depressão, mas novamente se intensificou vários dias depois. A tempestade finalmente atingiu seu pico em 5 de outubro, com ventos correspondendo à categoria 3 na escala de furacões de Saffir-Simpson dos dias modernos. Ao longo de sua trajetória, Inga passou por diversas mudanças de direção e oscilações de força, antes de se dissipar em 15 de outubro, 25 dias após sua formação. Apesar de sua duração, Inga causou poucos danos, permanecendo principalmente em mar aberto.

## História meteorológica
Em 20 de setembro, uma perturbação tropical no Oceano Atlântico evoluiu para uma depressão tropical. Na manhã seguinte, o Centro Nacional de Furacões informou que o sistema se tornou uma tempestade tropical, enquanto centrado em cerca de 1,500 km (930 mi) leste-sudeste de San Juan, Porto Rico. Na época, a tempestade estava se movendo em direção ao oeste aos 23 km/h (14 mph). Na época, Inga era um ciclone tropical muito pequeno; ventos fortes estendidos por menos de 160 km (100 mi) do centro. No entanto, em 23 de setembro, a tempestade havia se tornado desorganizada e extensa. Mais tarde naquele dia, Inga enfraqueceu novamente em uma depressão tropical.
A depressão continuou na direção oeste-noroeste, passando ao norte das Ilhas Leeward, antes de deslizar para o noroeste. Mais uma vez, atingiu o status de tempestade tropical em 28 de setembro, enquanto estava situada bem a leste das Bahamas. Inga continuou a se intensificar e alcançou o status de furacão às 0000 UTC em 30 de setembro, momento em que virou para o nordeste. A tempestade então abruptamente, mas gradualmente, virou-se para o sul e, por fim, completou um loop no sentido anti-horário ao voltar para oeste.  As correntes de direção eram fracas e o furacão continuou a avançar lentamente. No final de 3 de outubro, ele virou para noroeste, ainda como um furacão de categoria 1 na escala de furacões de Saffir-Simpson dos dias modernos. A tempestade então se curvou para nordeste e se intensificou para o status de Categoria 2 às 0000 UTC em 5 de outubro.
Inga acelerou um pouco ao passar para o sudeste das Bermudas. Nas primeiras horas da manhã de 5 de outubro, foi determinado que o furacão não representava uma ameaça significativa para a ilha. Às 1200 UTC, a menor pressão barométrica conhecida da tempestade de 964 milibares foi registrada. Pouco depois, foi brevemente fortalecido para o status de Categoria 3; o ciclone atingiu o pico com ventos máximos sustentados de 185 km/h (115 mph). À medida que se movia em direção às águas abertas do Atlântico e entrava em um ambiente mais frio, deteriorou para a intensidade da Categoria 1 em 6 de outubro. O furacão desacelerou novamente e, à medida que o ar frio entrou em sua circulação, ele começou a perder as características tropicais.

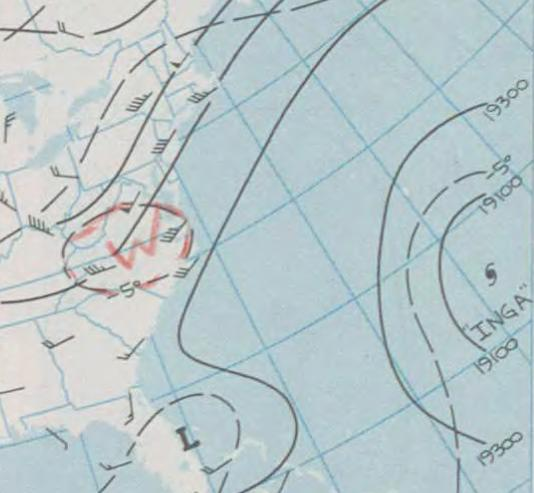
Posição da Inga em relação aos Estados Unidos no dia 3 de outubro

No entanto, Inga mais uma vez intensificou e retomou a intensidade da Categoria 2 em 7 de outubro. Neste ponto, o furacão estava se movendo geralmente para o leste. No entanto, com o tempo, a tempestade se voltou para o sul e começou a enfraquecer. Operacionalmente, acredita-se que a tempestade tenha diminuído para uma tempestade tropical em 8 de outubro e recuperado o status de furacão depois disso, mas em vez disso, provavelmente manteve a intensidade da Categoria 1 de forma constante até 10 de outubro. Depois que a tempestade finalmente degenerou em tempestade tropical, ela fez uma curva para sudoeste.  O centro da tempestade ficou mal definido e alongado enquanto a tempestade continuava a perder força. Indo para o oeste, Inga foi rebaixada para uma depressão tropical antes de se dissipar totalmente em 15 de outubro, cerca de 470 km (290 mi) de onde inicialmente atingiu o status de furacão.

## Impacto e registos
O furacão Inga durou quase 25 dias entre 20 de setembro e 15 de outubro. Isso o tornou o terceiro furacão mais duradouro registado no Atlântico, atrás do furacão San Ciriaco em agosto-setembro de 1899 e do furacão Ginger em setembro-outubro de 1971. A quarta, quinta e sexta tempestades de vida mais longa são o furacão Nadine em 2012, o furacão Kyle em 2002 e o furacão Quatro em 1926. Na época de sua existência, porém, acreditava-se que Inga era o ciclone tropical atlântico de vida mais longa já registrado. O National Hurricane Center emitiu 72 avisos no total sobre a tempestade.
Enquanto Inga permaneceu predominantemente sobre o oceano aberto, suas franjas externas produziram rajadas de vento de 130 km/h (80 mph) nas Bermudas. Os fortes ventos causaram falhas de energia, que foram prontamente restauradas. Os moradores foram orientados a monitorar a tempestade em caso de mudanças repentinas de direção.